# Ао ту тан
Áo tứ thân - традиционное вьетнамское платье, которое обычно носят в Северном Вьетнаме. Это платье связано с áo ngũ thân (рубашкой из пяти частей) и áo đối khâm (платьем с параллельными полосами).

## История
Ао ту тан носили женщины за много веков до появления Ао дай. По мере того как Вьетнам расширялся на юг во время династии Нам, ао ту тан постепенно стал ассоциироваться именно с северными женщинами.

## Платье
Ао ту тан — это платье крестьянок, что объясняет, почему его часто шили из однотонной ткани тёмных цветов, за исключением тех случаев, когда его надевали по особым поводам, например на праздники или свадьбы. Независимо от того, в каком виде его носили, базовое платье ао ту тан состоит из:
- Танцоры на вьетнамском фестивали ТếТСвободная верхняя туника, доходящая почти до пола. Она открыта спереди, как куртка. На талии туника распахивается на две части: одна часть сзади (состоит из двух сшитых вместе частей) и две части спереди, которые не сшиты вместе, но могут быть связаны или оставлены свободными.
- Длинная юбка, надеваемая под тунику.
- Йем — старинный лиф, который женщины носили в качестве нижнего белья. Он бывает из разных тканей и цветов и надевается под юбку и верхнюю тунику.
- Шелковый пояс, который завязывается на талии в качестве пояса.

Ао ту тан в современном Вьетнаме (который носят почти исключительно на фестивалях, связанных с Севером) отличается яркой цветовой гаммой, в нём используются разные оттенки от туники до лифа и юбки.

## Место действия в современном Вьетнаме
Ао ту тан в настоящее время устарел с точки зрения его повседневного использования во Вьетнаме. Однако его часто можно увидеть на традиционных мероприятиях, таких как фестивали, особенно в северном Вьетнаме. Его до сих пор иногда носят как официальную одежду некоторые этнические меньшинства, такие как Тай, Сан Чай и некоторые люди.
В Южном Вьетнаме для повседневного ношения предпочитают более простой шёлковый комплект из двух предметов áo bà ba.